# Gamesys
Gamesys Group är ett brittiskt företag som utvecklar programvara för onlinespel. Företaget grundades 2001 av Noel Hayden, Robin Tombs, Andrew Dixon samt fyra utvecklare. Jackpotjoy, deras mjukvaruprodukt, lanserades i april 2002. Sedan lanseringen av Jackpotjoy, har Gamesys Group producerat över 250 partnersajter som Lycos, Tiscali och Orange. Den svenska versionen av Jackpotjoy www.jackpotjoy.se lanserades i februari 2012. I augusti 2012 lanserade Gamesys Group, Bingo Friendzy, världens första Facebook-app där man kan spela om riktiga pengar. I Gamesys Group ingår Gamesys Limited, Mice and Dice, Profitable Play Limited, Entertaining Play Limited och Leisure Spin Limited.

## Utmärkelser
2006 listades Gamesys Group som nr 1 på listan för Microsofts/Sunday Times Tech Track 100 som snabbast växande privata teknikföretag. 
På eGaming Review Awards 2011 vann Jackpotjoy utmärkelserna Årets Slotssajt, Årets Bingosajt och Årets Marknadsföringskampanj. Jackpotjoy tog även hem priset Bullet Business Award.